# Modèles et séries limitées de la 2 CV
Le constructeur automobile français Citroën a produit plusieurs modèles et séries limitées de la 2 CV au cours de la longue carrière de cette dernière. Certaines sont rares et sont devenues très prisées des collectionneurs.
A la liste des séries limitées, il convient d'ajouter la 2 CV Bamboo, commercialisée uniquement pour le marché britannique (donc,volant à droite) et pour la seule année 1987.
Elle est vert Bamboo et présente un répétiteur de clignotant sur les ailes avant.
Selon le site "How many left", il en resterait une centaine en circulation.

## Modèles spéciaux

### 2 CV4 × 4 Sahara

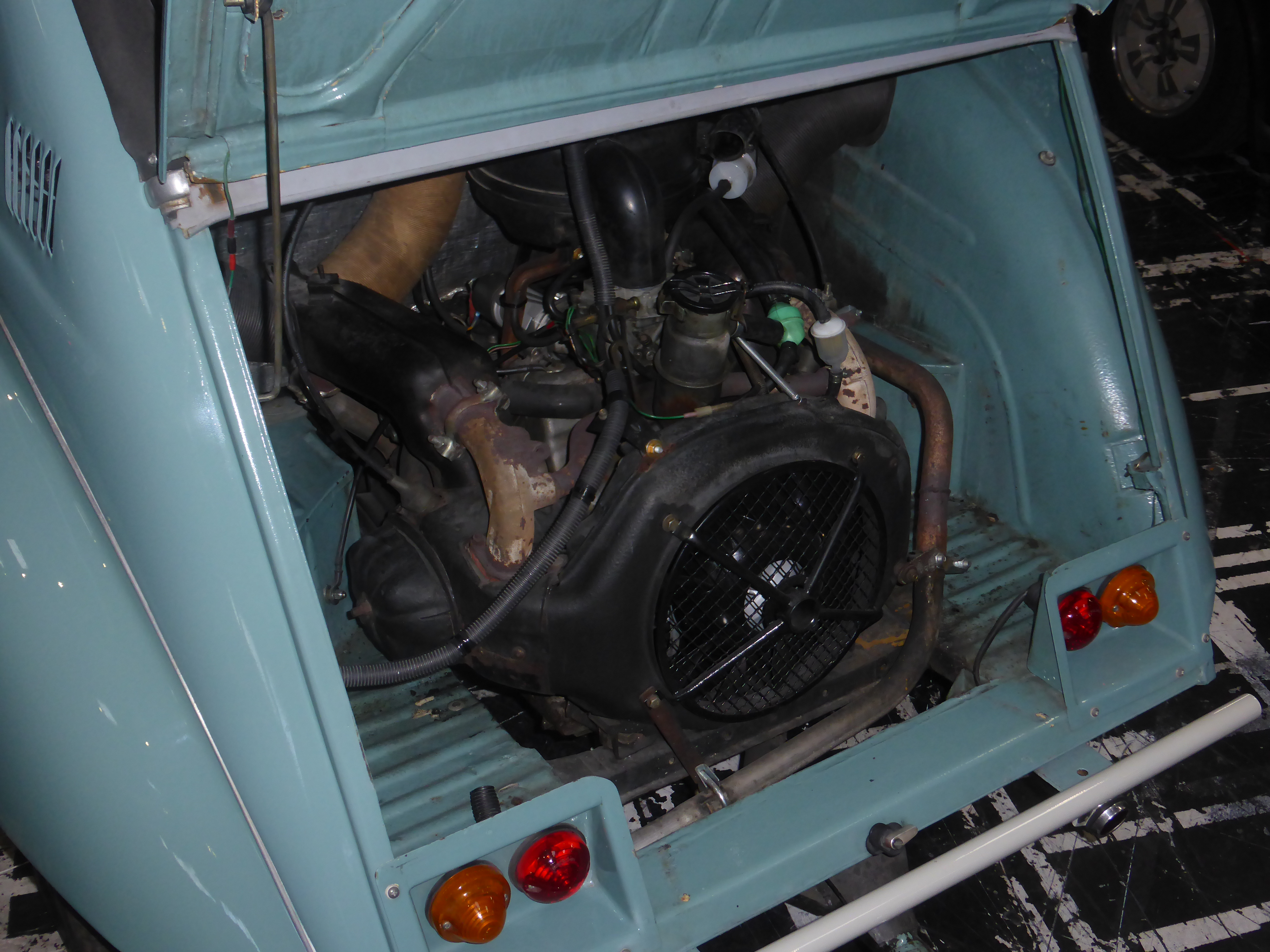
Moteur arrière d'une 2 CV.

Seule voiture à ce jour dotée en série de deux moteurs, et produite à 693 exemplaires commercialisés entre décembre 1960 et 1967, c'est le modèle de Citroën 2 CV le plus recherché par les collectionneurs. En 1962, elle est vendue en France au prix de 9 830 francs, soit le prix de deux berlines.
La solution adoptée pour la transmission intégrale se révèle extrêmement simple. Du fait de la symétrie du châssis et des trains roulants, il était facile d'installer un groupe moteur-boîte à l'arrière. Le second moteur étant retourné, il a fallu inverser le différentiel, dont le montage n'est pas détrompé, ce qui ne demandait aucune modification des pièces (cela a d'ailleurs été la cause d'erreurs de garagistes le remontant à l'envers, ce qui conférait au véhicule quatre marches arrière et une marche avant),,.
Le réservoir à essence est alors divisé et déplacé sous les sièges avant, un par moteur, et la roue de secours placée sur le capot, ces modifications se répercutant sur les éléments de carrosserie : une ouverture sur les portes avant, un logement plat sur le capot et des ouïes sur les custodes pour la ventilation du moteur arrière,,.
Toutes les commandes sont doublées : la pédale d'accélérateur agit sur les deux carburateurs, celle de l'embrayage désolidarise chacune des deux boîtes de son moteur. Le levier de vitesse agit sur deux tringleries qu'on peut désolidariser pour une utilisation en deux roues motrices. Le poste de pilotage présente deux clefs de contact. L'ensemble comporte deux dynamos, une sur chaque moteur, et deux régulateurs de tension. Même si chacune des dynamos est apte à recharger intégralement la batterie d'accumulateurs, il est recommandé, mais pas imposé, d'utiliser les deux moteurs pour un rendement optimum du véhicule et y conserver le même taux d'usure,,.
Ainsi, il n'y a pas de différentiel entre les trains. Cela ne pose aucun problème sur terrains gras, avec un comportement très satisfaisant, mais réduit considérablement l'efficacité de la transmission sur terrain adhérant, un moteur étant toujours un peu à la traîne de l'autre[réf. nécessaire].
Le niveau sonore dans l'habitacle est insoutenable, surtout pour les passagers assis à l'arrière. La disparition de la malle, désormais bien occupée par le moteur, a rendu le véhicule moins pratique, ce qui a joué sur sa diffusion, répondant alors spécifiquement au besoin de déplacement de personnes en milieu difficile. Les pneumatiques, gonflés à 0,7 bar (soit un peu moins que la pression des pneus d'un tracteur agricole) offraient la meilleure possibilité qui soit pour un véhicule routier de se déplacer dans des endroits inaccessibles par d'autres,,.
Ce véhicule équipé de deux moteurs de voiture 2 CV (fiscaux), affichait une puissance fiscale de 5 CV. Ceci s'explique par le simple fait que la cylindrée totale des moteurs passe à 850 cm3 (deux fois 425 cm3) et que 850 cm3 correspondent à 5 CV. En France, pour la taxe sur les cartes grises, l'assurance ou la vignette, elle était donc inscrite dans la catégorie des véhicules de 5 à 7 CV fiscaux. Par contre pour déterminer la puissance réelle totale et théorique de cette voiture, il faut additionner la puissance unitaire de chacun des deux moteurs, soit, pour le premier modèle commercialisé, 2 × 13 ch = 26 ch,,.

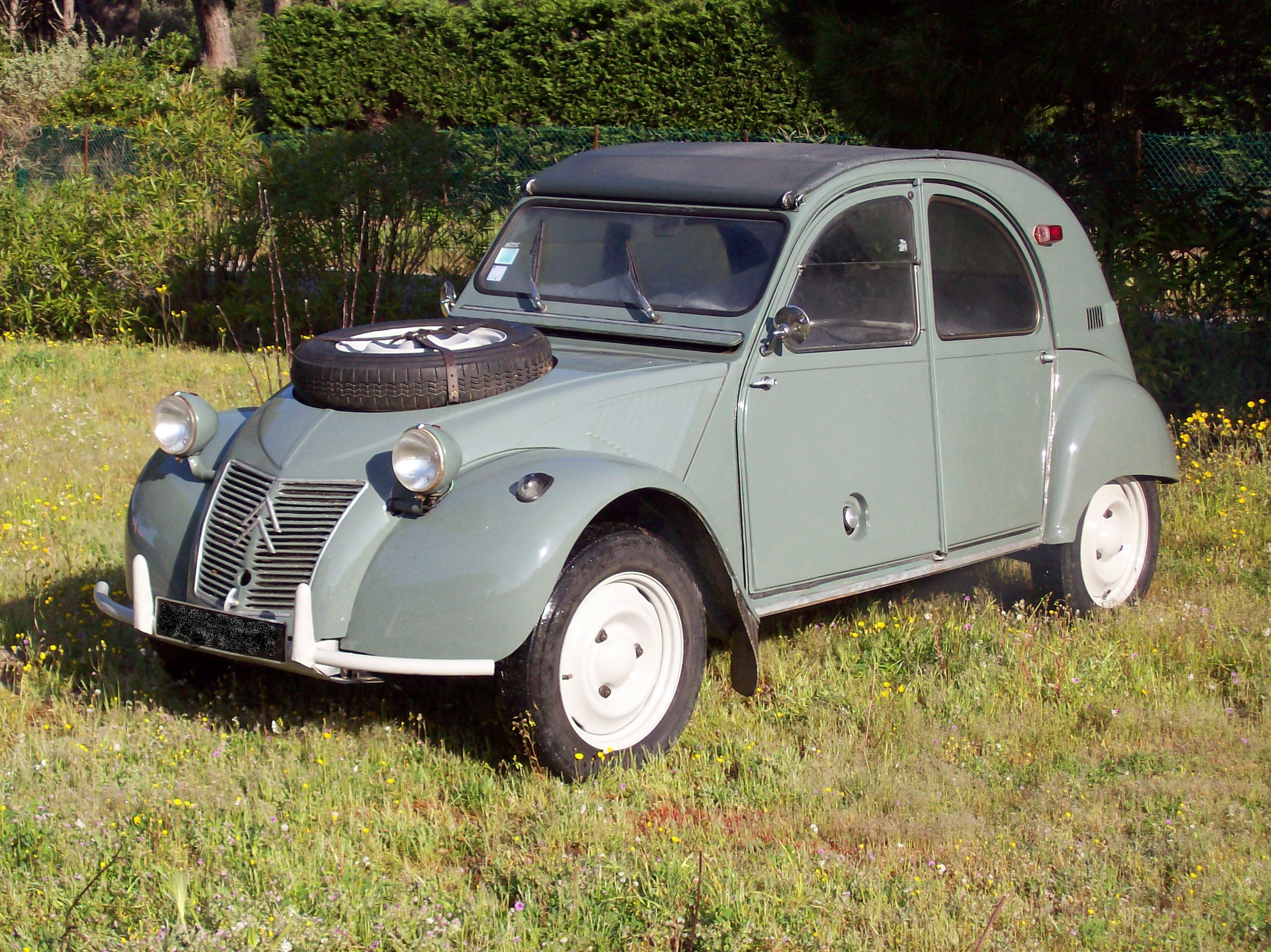
2 CV 4 × 4 Sahara.
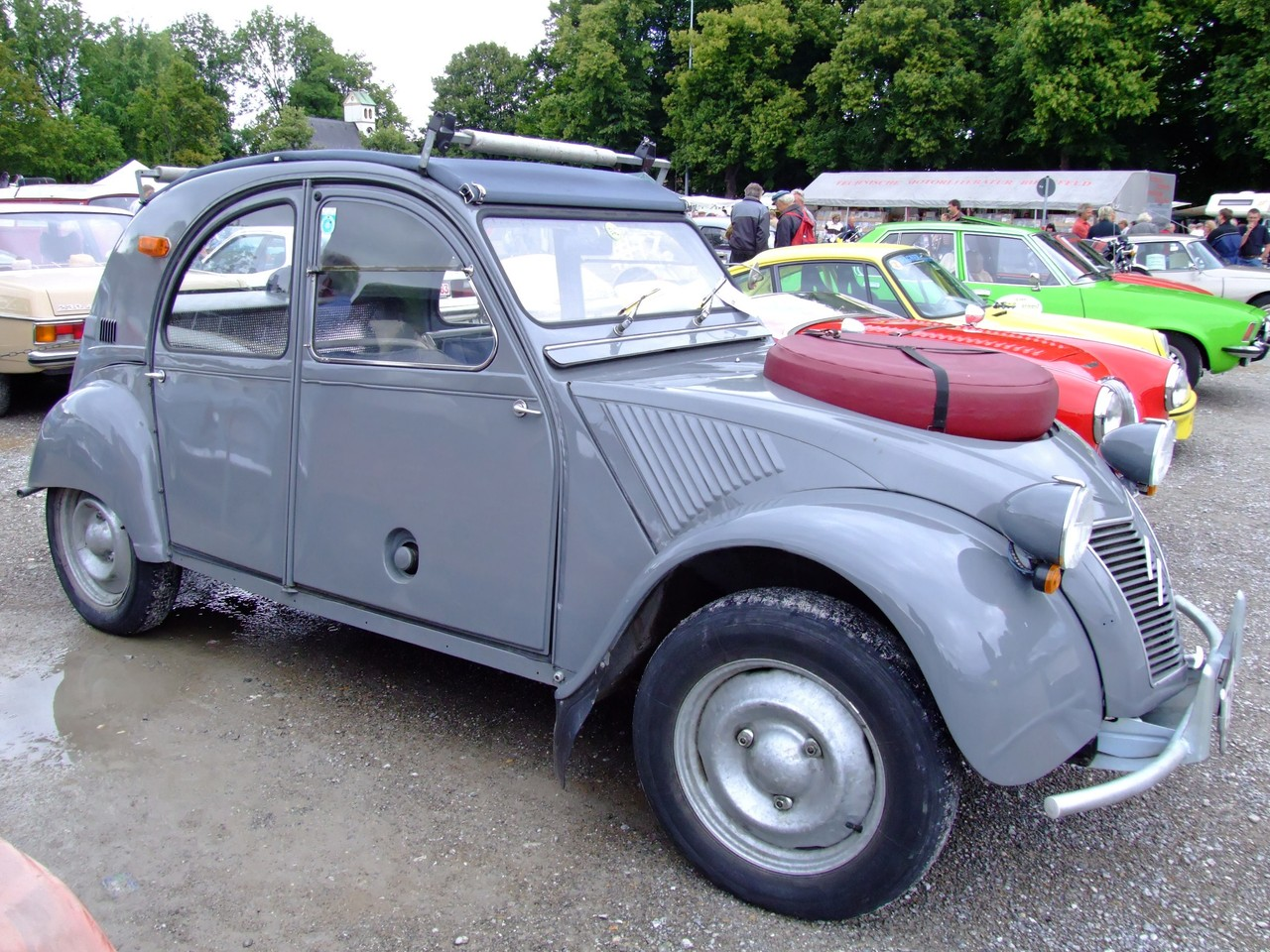
2 CV Sahara : sa roue de secours sur le capot…
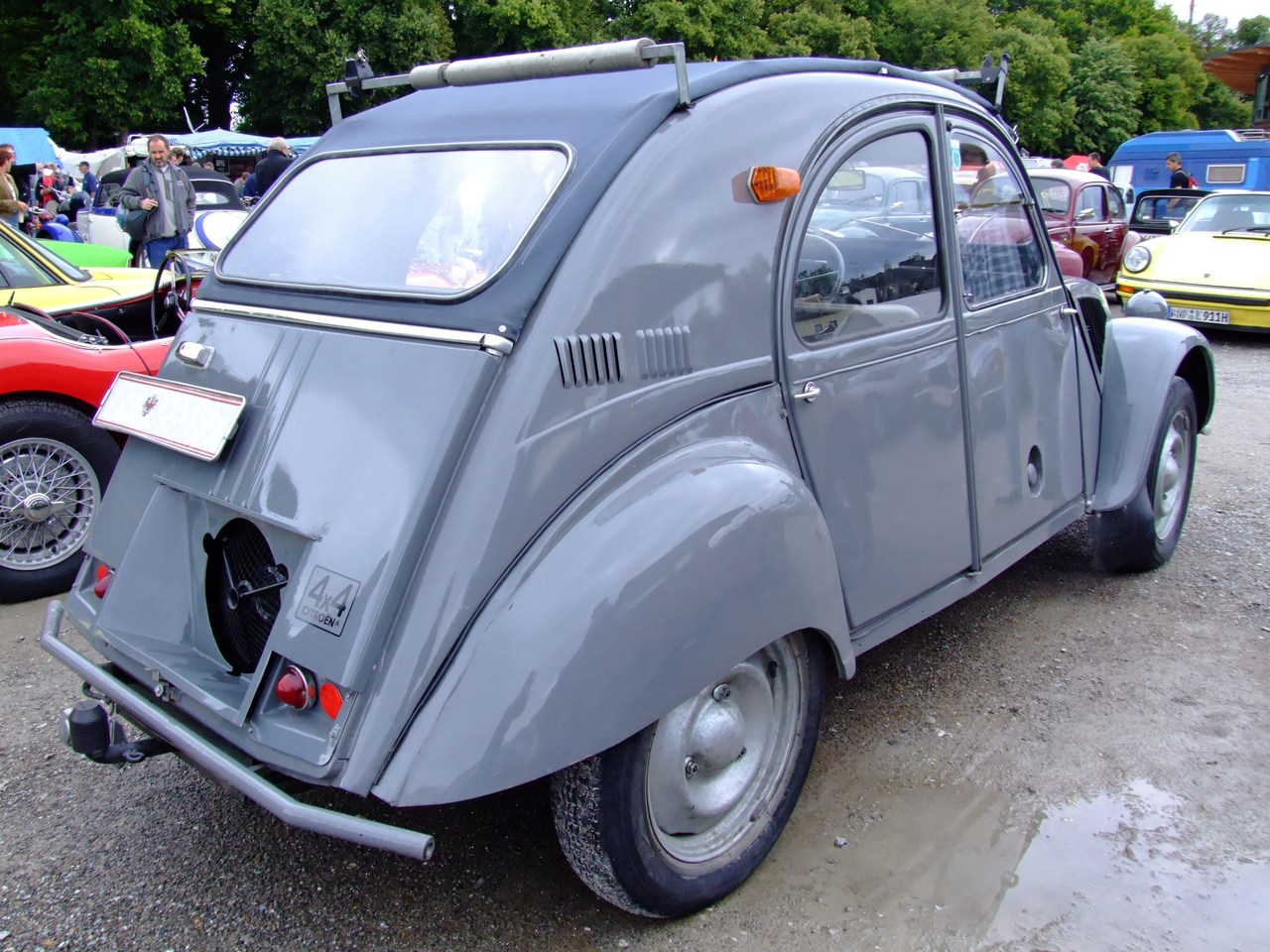
… et le ventilateur dans la porte du coffre.

### 2 CV Export

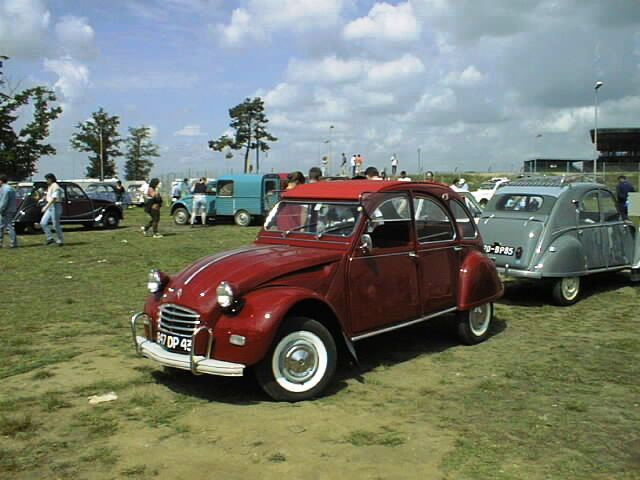
2 CV modèle Export 1967, reconnaissable par ses clignotants de forme rectangulaire. En arrière-plan, une 2 CV Type A d'avant 1960, avec porte de malle bombée.

En 1967, Citroën inaugure la première « série limitée » de 2 CV. Sur la base de la 2 CV AZAM, elle se caractérisera par un traitement plus « luxueux » de série :
- Tableau de bord issu de l'Ami 6 (qui deviendra un standard dans les modèles « luxe » des années 1970) ;
- Sellerie spécifique ;
- Boule de levier de vitesse avec un jonc en métal chromé ;
- Enjoliveurs de roues à flancs blanc (un disque en matière plastique intercalé entre la roue et l'enjoliveur du modèle standard) ;
- Pare-boue, doublure en plastique à l'intérieur des ailes avant ;
- Pare-chocs avec jonc spécifique ;

Et, facteur essentiel de reconnaissance, introduction de deux clignotants (blancs et rectangulaires) dans les ailes avant. Cette disposition en fera la seule 2 CV 6 volts avec quatre clignotants.

### 2 CV Spécial

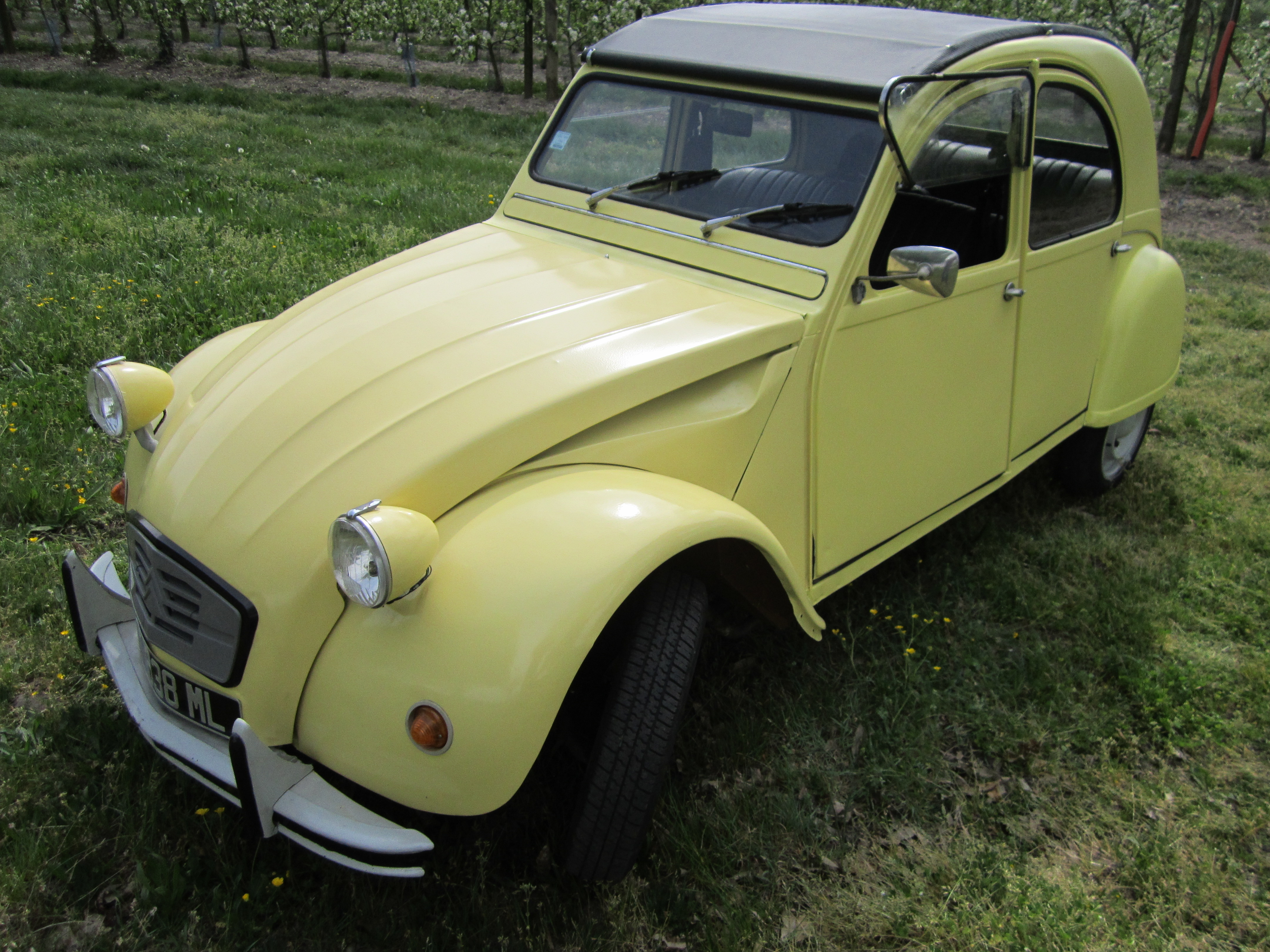
2 CV 4 Spécial de 1977, jaune cédrat.

En septembre 1975, Citroën propose une version extrêmement dépouillée de cette voiture déjà humble : la 2 CV Spécial. Avec son moteur de 435 cm3, elle se distingue extérieurement par son coloris unique jaune Cédrat (AC331), l'absence de vitre sur les custodes et des phares ronds (les autres 2 CV ayant alors des phares rectangulaires). Il existe également quelques rares modèles sortis en livrée rouge Soleil ; pour la Belgique, la Suisse et les Pays-Bas.
À partir de septembre 1978, la voiture retrouve la troisième glace (sur le panneau de custode), réduisant ainsi considérablement l'angle mort, et se voit proposer l'ensemble de la palette des teintes disponibles sur les autres 2 CV. Enfin, en juillet 1979 pour l'année modèle 1980, le moteur de 435 cm3 est abandonné et désormais toutes les 2 CV Spécial sont dotées du 602 cm3 des 2 CV 6. Elle devient donc la « 2 CV 6 Spécial », et la 2 CV 6 Confort devient la « 2 CV 6 Club ».

### 2 CV Week-end (Citroën 2 CV AK 350)

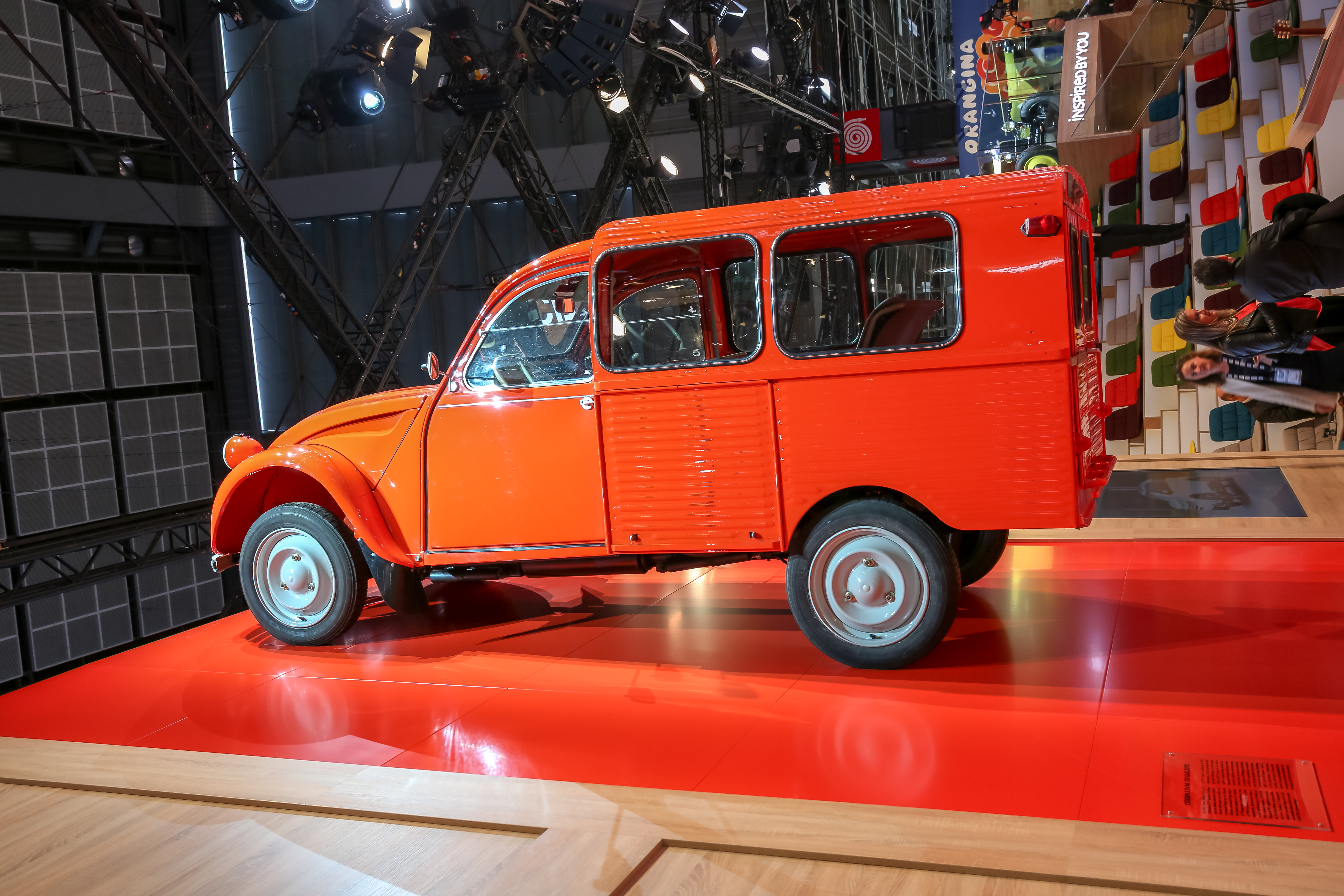
2 CV Week-end

Distribuée exclusivement en Belgique, il s'agit d'une 2 CV fourgonnette aménagée pour accueillir des passagers arrière, qui doivent chevaucher les sièges pour s'installer. La caisse dispose de glaces supplémentaires sur les côtés, fixes ce qui ne favorise pas la ventilation.
La banquette arrière, légèrement modifiée est amovible, ce qui en fait un véhicule multifonction : une camionnette pendant la semaine et une familiale le week-end.

## Séries limitées
Proposées principalement sur la base d'une 2 CV 6 (sauf pour la 2 CV Spot), les séries limitées (ou séries spéciales) sont considérées comme des modèles d'opportunité dans la vie de la 2 CV et qui vont permettre de maintenir les ventes avant l'arrivée de l'AX en octobre 1986. La collection commence en 1976 avec la 2 CV Spot et se termine pour la France avec la 2 CV Cocorico en octobre 1986. Hormis la France 3 et la 007, elles sont toutes issues du coup de crayon de Serge Gevin, qui a aussi réalisé la Dyane Caban, la Méhari Azur, la GS Basalte et les séries limitées de Visa.

### 2 CV Spot: avril 1976

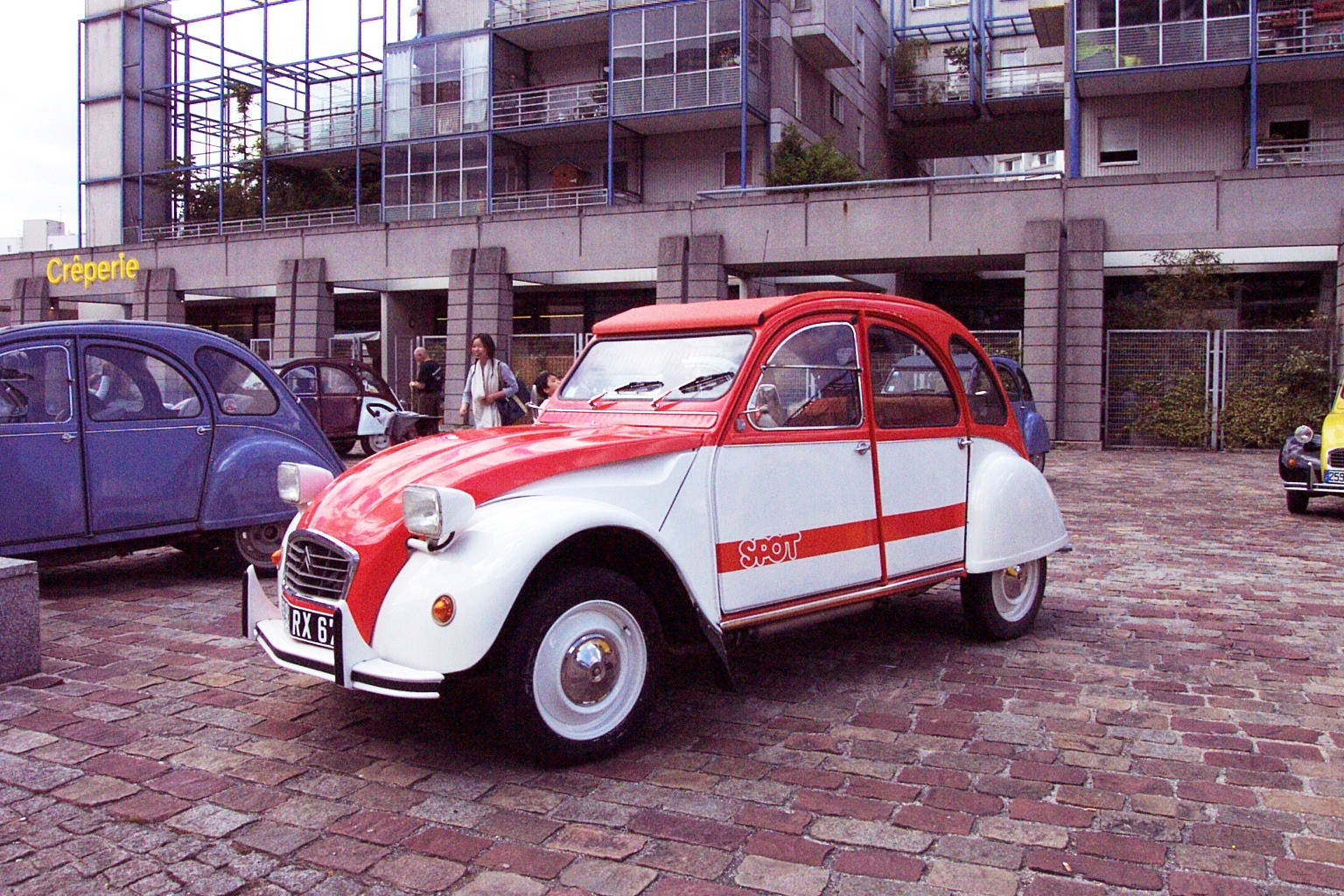
2 CV Spot

Le 10 avril 1976, Citroën propose une version édulcorée de la 2 CV. Très fraîche avec son look plage, la voiture arbore une robe blanche Meije (AC088) et orange Ténéré (AC329), dans le style des années 1970, avec une sellerie orange, des panneaux de porte rayés orange et blanc et un tendelet en Tergal également rayé placé au-dessus des places avant. Sa sortie coïncide avec les 5 000 000e 2 CV et dérivés produits depuis 1948. 
C'est la seule série limitée proposée sur une base de 2 CV 4 (moteur de 435 cm3) et dotée de phares rectangulaires. Cette série a été limitée à 1 800 exemplaires pour la France. Elle sera commercialisée dans d'autres pays d'Europe en octobre 1976 : 200 exemplaires en Suisse et Grande-Bretagne avec une motorisation de 602 cm3, et 500 exemplaires pour le Benelux et l'Italie en motorisation 435 cm3. La 2 CV Spot française a été construite à Levallois et les Spot pour l'étranger à l'usine belge de Forest.
C'est la série limitée aujourd'hui la plus recherchée et la plus chère des 2 CV. Il en reste une quarantaine en France, deux en Grande-Bretagne, trois en Italie, une en Suisse et une dizaine au Benelux. Son prix était de 13 600 FFR.

### 2 CV 6 Charleston: 1980 à 1990

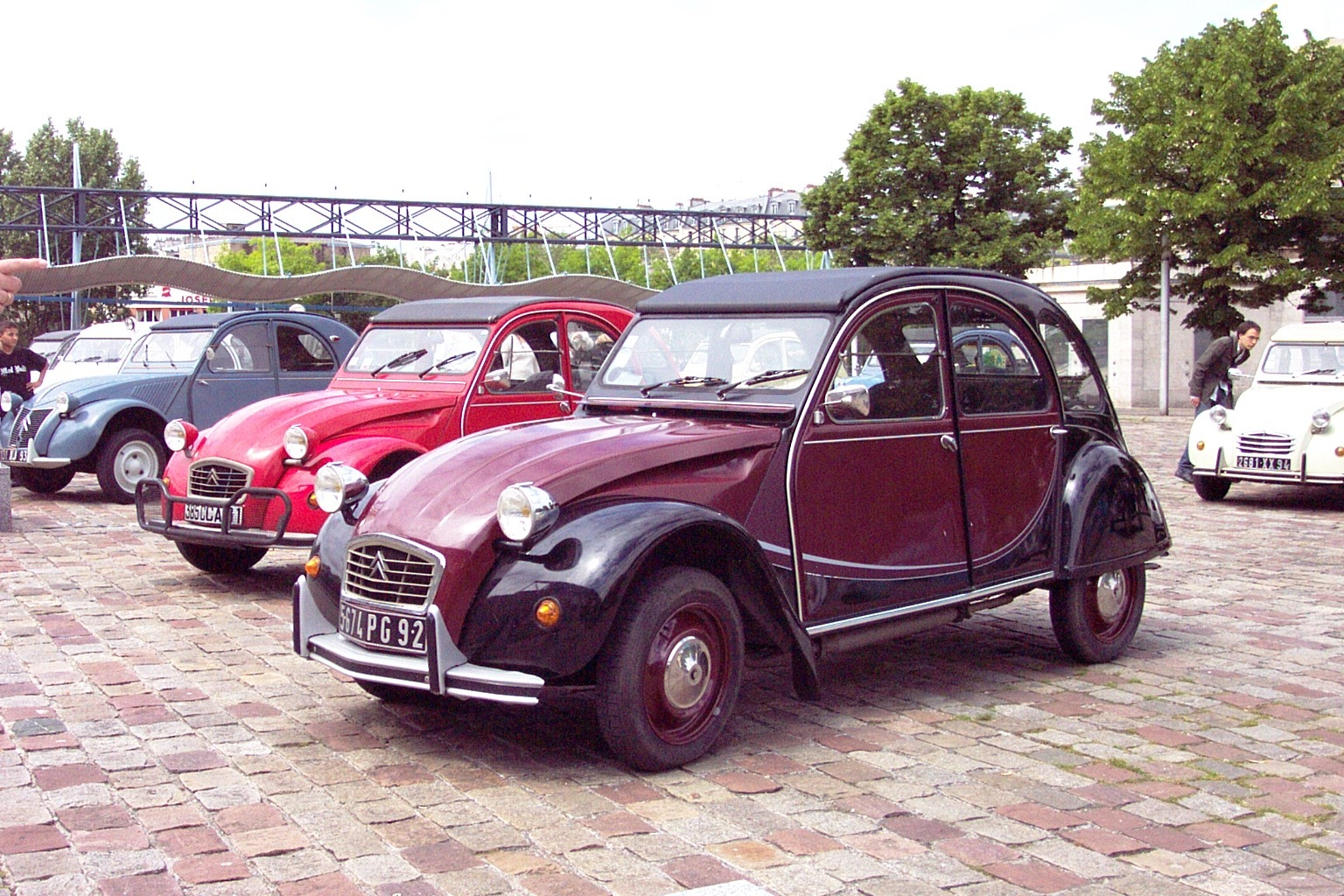
Premiers coloris de la 2 CV Charleston : noir et rouge Delage

Très inspirée des voitures d'avant-guerre, et des couleurs de l'époque, la 2 CV 6 Charleston a été commercialisée en série limitée en octobre 1980 (8 000 exemplaires) puis intégrée à la gamme en juillet 1981 (année-modèle 1982). Elle a connu un vrai succès commercial durant les premières années.
La série limitée a les cuvelages de phares peints rouge Delage, tandis que la 2 CV 6 Charleston de série a les phares chromés. L'autre distinction de la série limitée par rapport à la série est le motif pied de coq des sièges, qui sera remplacé par un tissu uni gris à motif losange sur les modèles produits en série.
Évolutions de la Charleston :
- octobre 1980 : harmonie rouge Delage/Noir, phares rouges Delage, tissu en pied de coq noir et blanc, freins à tambours ;
- juillet 1981 : harmonie rouge Delage/Noir, phares chromés, tissu gris uni à motif losanges, freins à disques ;
- novembre 1981 : nouvelle harmonie de couleur jaune Hélios/Noir ;
- juillet 1983 : remplacement de la version jaune Hélios/Noir par une gris deux tons gris Cormoran/gris Nocturne ;
- juillet 1984 : la méthode de peinture a été simplifiée. Les deux harmonies de couleurs sont conservées. Les calandres sont uniformément gris à bord noir.

La dernière 2 CV produite à Mangualde est une 2 CV 6 Charleston gris Cormoran/gris Nocturne avec des équipements supplémentaires et destinée au directeur de l'usine.

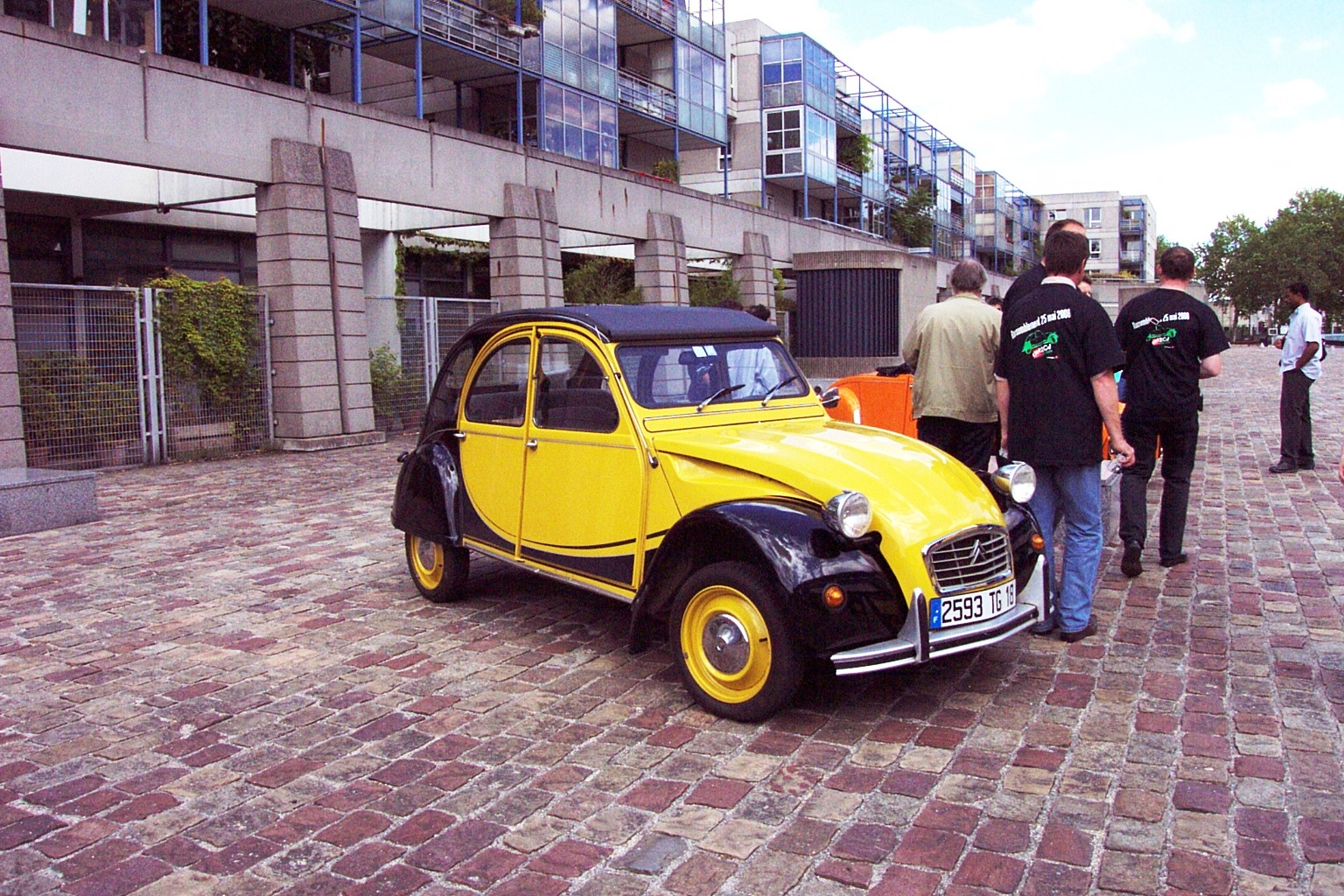
Noir / jaune Helios.
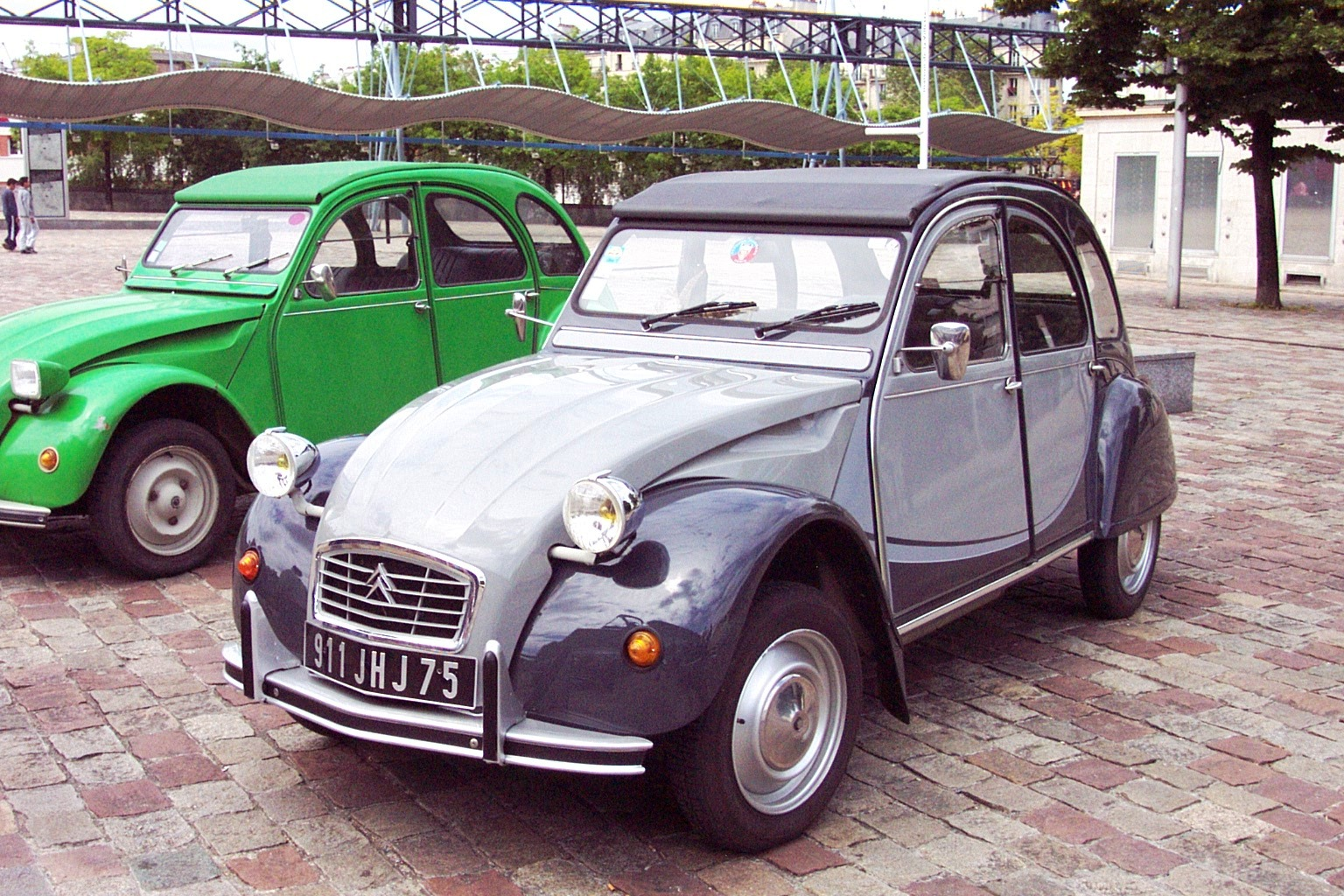
Gris Nocturne/ gris Cormoran.

### 2 CV 007: octobre 1981

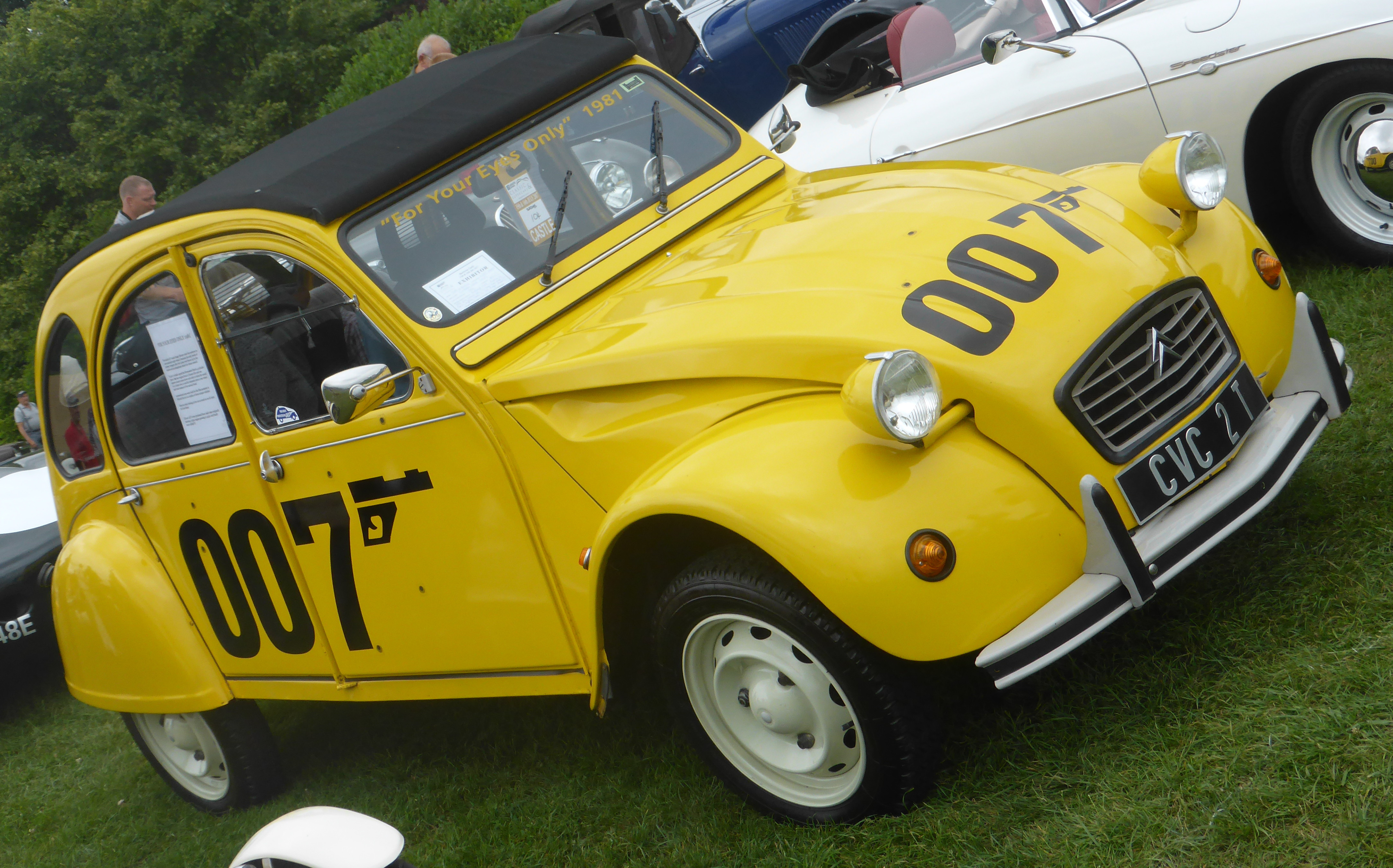
2 CV 007

Ce modèle fut proposé presque en même temps que la sortie du film : Rien que pour vos yeux, en octobre 1981. Dans cet épisode de James Bond, elle est la voiture de la James Bond girl incarnée par Carole Bouquet. La voiture figure en bonne position sur l'affiche du film, joliment encadrée par les jambes de l'actrice en premier plan. Les trois véhicules utilisés pour le tournage (des 2 CV 6 Club jaune Mimosa) sont modifiés pour les cascades avec un châssis d'Ami Super et un moteur GS. L'une est aujourd'hui préservée par Citroën dans son conservatoire d'Aulnay-sous-Bois, les autres sont en Espagne et en Angleterre.
Le modèle de série est lui réalisé sur la base d'une 2 CV 6 Spécial, distribué en France au nombre de 500 exemplaires avec une motorisation de 2 CV 6, de couleur jaune Helios (AC336) et disposant d'un monogramme 007 sur les portes, capot et coffre ainsi que des impacts de balles qu'on peut voir sur des photos prises lors de la présentation du film à Paris place Vendôme, où stationnaient plusieurs 007 pour la promotion. Peu demandée, il n'en resterait qu'une dizaine d'authentiques aujourd'hui. Elle n'a jamais été commercialisée en Grande-Bretagne.
Des détails intéressants, dont des témoignages de collaborateurs Citroën ayant créé ce modèle, figurent dans l'ouvrage de Benoît Meurie, 2CV Séries limitées : Les métamorphoses.

### 2 CV France 3: 1983 et 1984

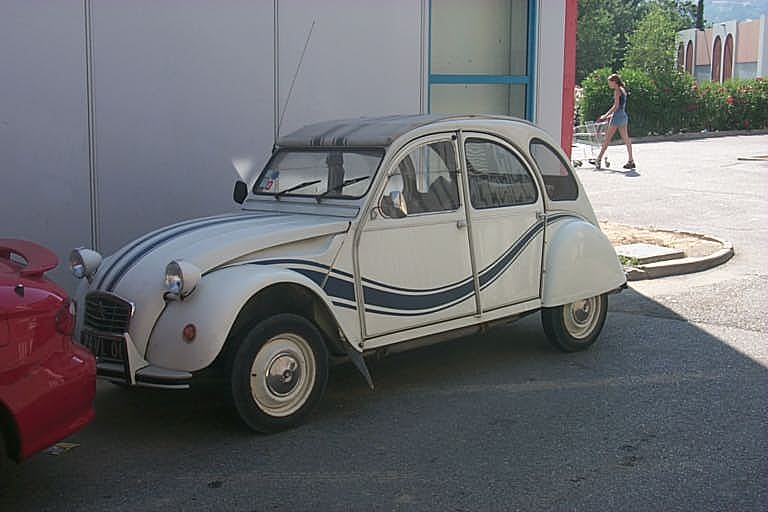
2 CV France 3

L'origine de ce modèle est liée à la participation française du voilier France 3 à la fameuse Coupe de l'America. Elle est proposée une première fois au printemps 1983 à 2 000 exemplaires pour la France uniquement, puis l'année suivante à 2 000 exemplaires de plus pour la France et l'exportation mais avec des noms différents : « Transat » et « Beach Comber ».
La voiture est une 2 CV 6 blanc Meije (GWB), avec une vague bleue sur les côtés et deux bandes de même couleur sur le capot, la capote et la porte de malle. Enfin une décalcomanie représentant le France 3 est apposée dans le coin inférieur gauche de la porte de malle arrière.

### 2 CV Dolly: 1985 et 1986

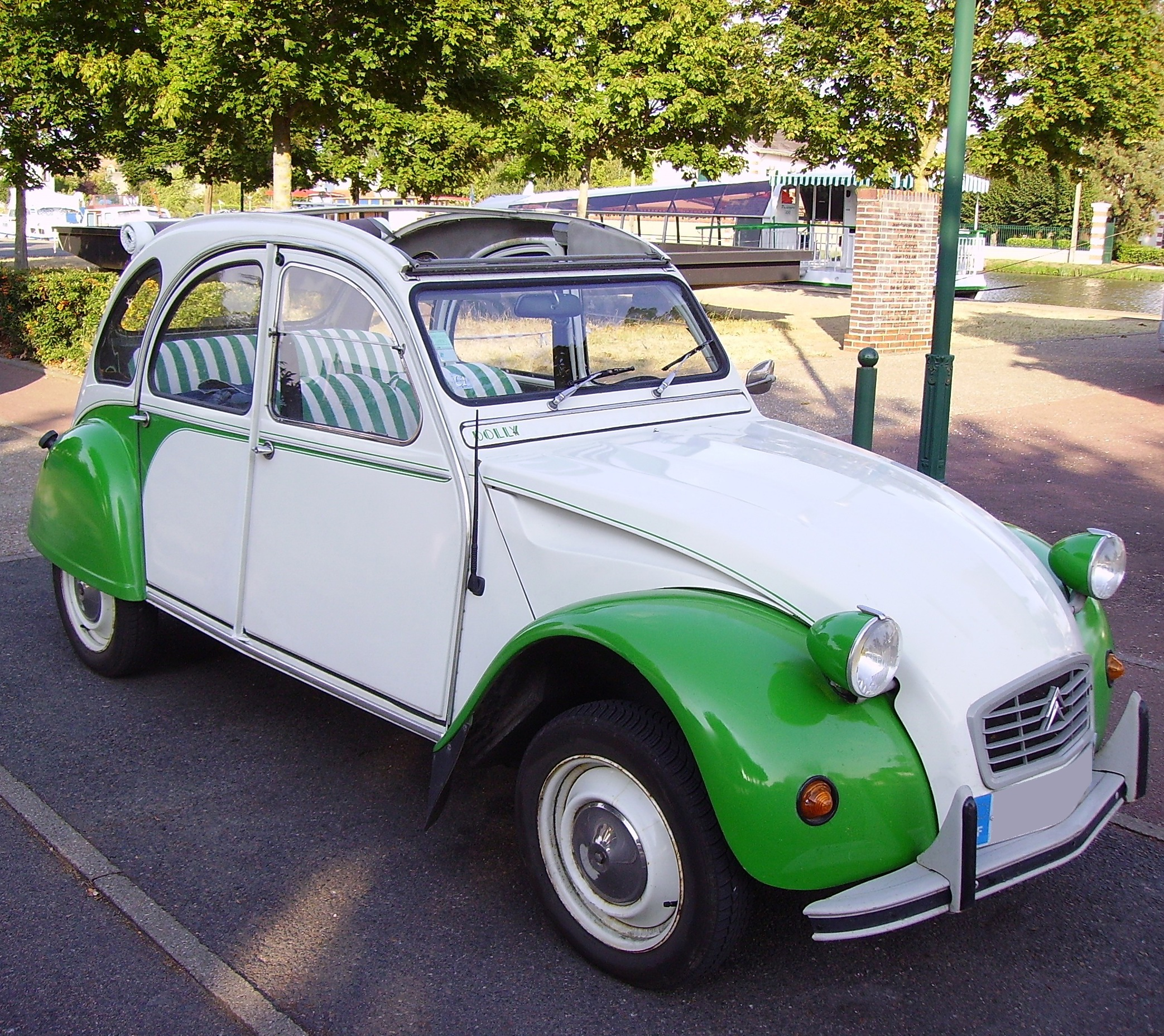
Dolly blanc meije et vert bambou

Fort du succès des précédentes séries limitées, Citroën propose, en mars 1985, octobre 1985 et avril 1986 une gamme de trois 2 CV bicolores : la série porte le nom de Dolly. Neuf combinaisons sont proposées au total, parfois simples et contrastées, parfois plus subtiles, avec un motif différent :
- mars 1985 : trois variations de contrastes et couleurs
  - blanc meije et gris cormoran
  - gris cormoran et rouge vallelunga
  - gris cormoran et jaune rialto

| Éléments | blanc meije / gris cormoran | gris cormoran / rouge vallelunga | gris cormoran / jaune rialto |
| -------- | --------------------------- | -------------------------------- | ---------------------------- |
| Caisse   | AC 088                      | EVP                              | EVP                          |
| Ailes    | EVP                         | EKB                              | EAA                          |

- octobre 1985 : le style de la grise et rouge de la série de mars a été décliné en plusieurs harmonies :
  - blanc meije et rouge vallelunga
  - blanc meije et vert bambou
  - jaune rialto et rouge delage

| Éléments | blanc meije / rouge vallelunga | jaune rialto / rouge delage | blanc meije / vert bambou | bleu nuit / jaune rialto |              |
| -------- | ------------------------------ | --------------------------- | ------------------------- | ------------------------ | ------------ |
| Caisse   | AC 088                         | EAA                         | AC 088                    | ELK AC 651               | (ELK AC 651) |
| Ailes    | EKB                            | AC 446                      | AC 553                    | EAA                      |              |

- avril 1986 : l'harmonie blanc meije et vert bambou est remplacée par bleu nuit et jaune rialto.

Fabriquée sur une base de 2 CV 6 spécial, elle s'en distingue pour un faible supplément de prix par : 
- des jantes blanches avec enjoliveurs de Dyane 6 ;
- un enjoliveur de gouttière en plastique chromé ;
- des sièges séparés en tissu (ceux de la Charleston pour les deux premières séries et une variante pour la 3e série : tissu gris moyen à motif chevron et joue d'assise en similicuir) ;
- une capote à ouverture intérieure ;
- un pare-chocs large à l'arrière ;
- un éclairage intérieur côté conducteur ;
- un pare-soleil passager.

### 2 CV Cocorico: octobre 1986

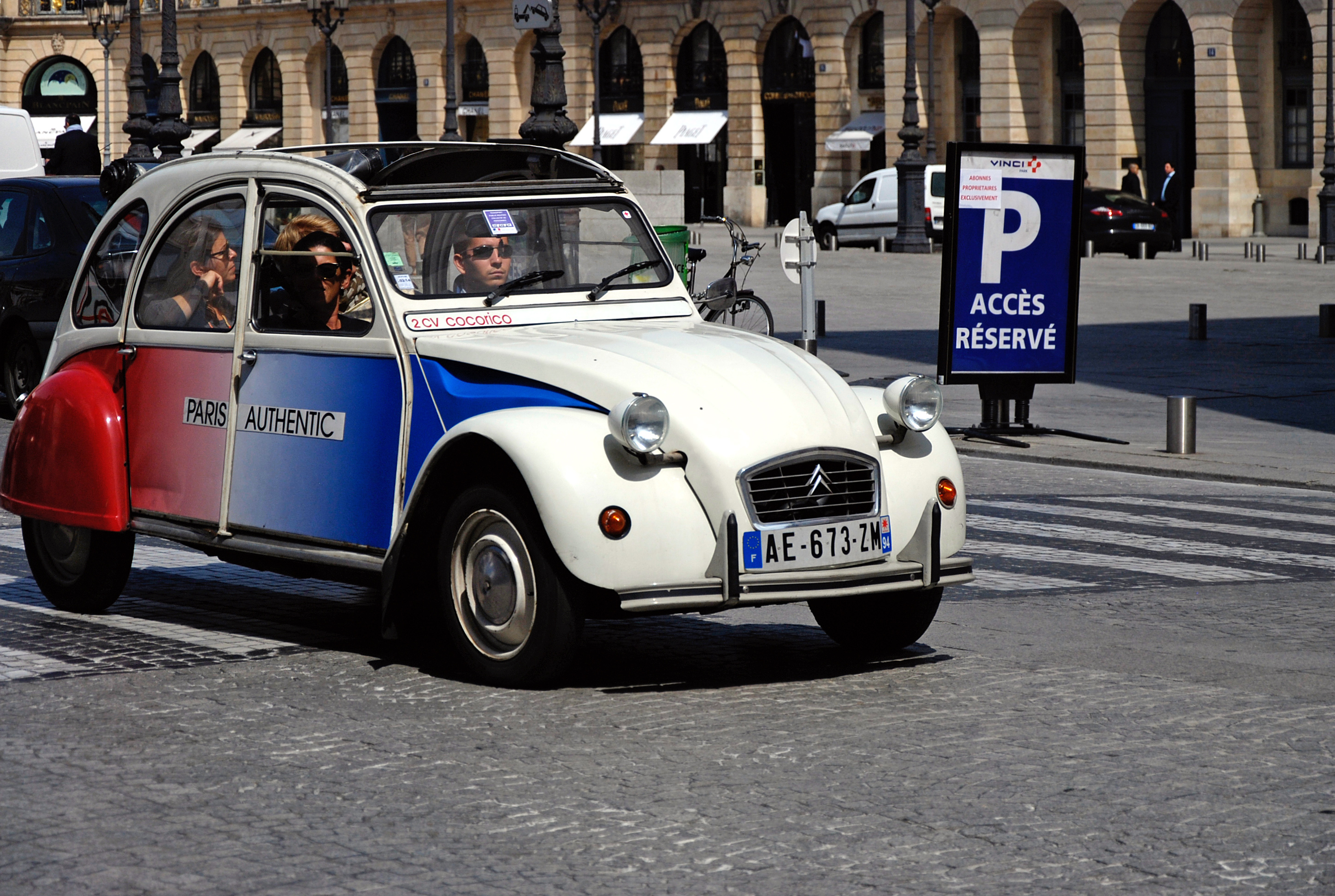
2 CV Cocorico en 2013

Dessinée début 1986, pour accompagner la qualification de l'équipe de France à la Coupe du monde de football au Mexique, également sur une base blanche, y compris les jantes, la voiture dispose d'ailes arrière rouges, et sur les portes d'autocollants couvrant entièrement la tôle, et permettant le dégradé Bleu Blanc Rouge par un procédé moins coûteux que le travail en peinture. Le nom de la série Cocorico s'ajoute à l'ambiance très franco-française, et s'affiche sur la porte de malle et la trappe de ventilation. Elle reprend de plus la sellerie imitation jeans.
L'élimination de la France en demi-finale a influencé le projet initial d'un concept plus orienté foot, avec des monogrammes en forme de ballon. La diffusion est donc restée relativement confidentielle : 1 000 exemplaires. Jugé trop voyant et trop patriotique, le modèle n'a pas connu de succès commercial des autres séries limitées. Les dernières Cocorico ont été vendues en mars 1987, soit six mois après leur commercialisation.

### 2 CV Perrier 1988 et 1989
C'est à l'agence HDM-Dechy, travaillant pour le compte de Perrier Belgique, que l'on doit cette série limitée. Elle est commercialisée uniquement en Belgique et au Luxembourg. Le nombre d'exemplaires commercialisés en 1988 (production Levallois) et 1989 (production Mangualde) varient en fonction des sources (on parle généralement de 1 000 exemplaires). Toute l’histoire repose sur le succès du personnage emblématique de la marque d’eau minérale : un petit singe, appelé « Fhou ».
Ce modèle est réalisé sur la base d’une 2 CV 6 Spécial blanc meije (EWT) habillée par Citroën Bruxelles par un ensemble d'accessoires distinctifs :
- le singe en plastique sur le capot ;
- les quatre enjoliveurs de 15 pouces (avec le logo Perrier surmoulé dans le plastique) dont l'installation était à la charge du client, comme pour le petit singe ;
- les autocollants :
  - un sur le capot symbolisant une déchirure,
  - un monogramme « Perrier » sur la porte de malle,
  - le logo « Perrier » à l'intérieur du volant ;
- le pommeau vert du levier de vitesses (monobloc) ;
- le frigo, petite glacière fonctionnant sous 12 V et pouvant contenir six bouteilles de Perrier. Il se situe sur le plancher entre les passagers avant, telle une console centrale ;
- les intérieurs de portes avec la représentation du singe.

### 2 CV Basket 1976

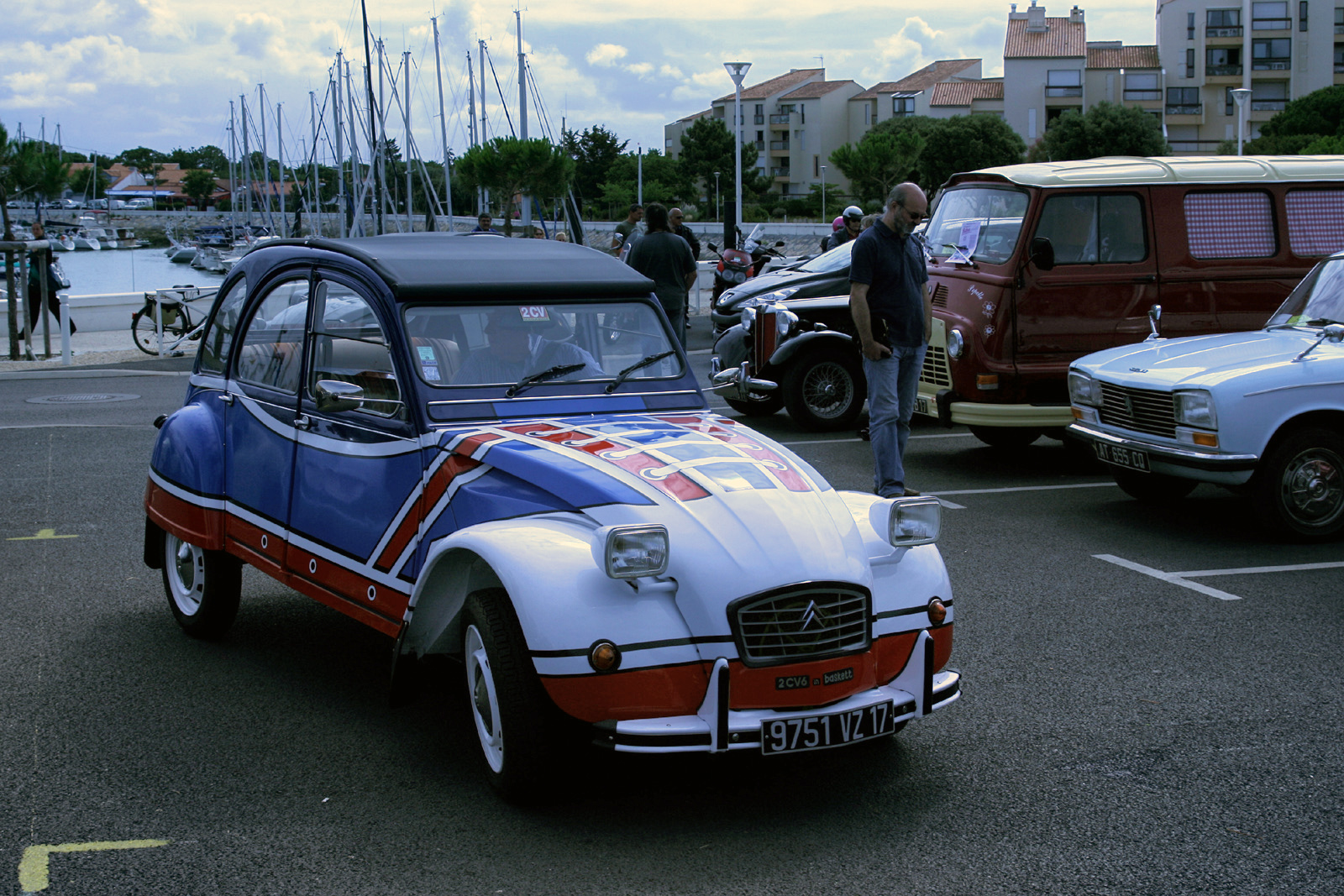
L'une des deux Citroën 2 CV Basket (les parties en bleu ont été repeintes car la version originale ne présente aucune partie de cette couleur).

On doit cette décoration à Claire Pagniez, étudiante de l'école de style Camondo et lauréate d'un concours de décoration de 2 CV organisé par Citroën en 1976. Toute la carrosserie est peinte en rouge, blanc et bleu pour ressembler à la chaussure éponyme, afin de rajeunir l'image de la voiture, mais seuls deux exemplaires seront finalement réalisés.

### 2 CV Marcatelo 1982

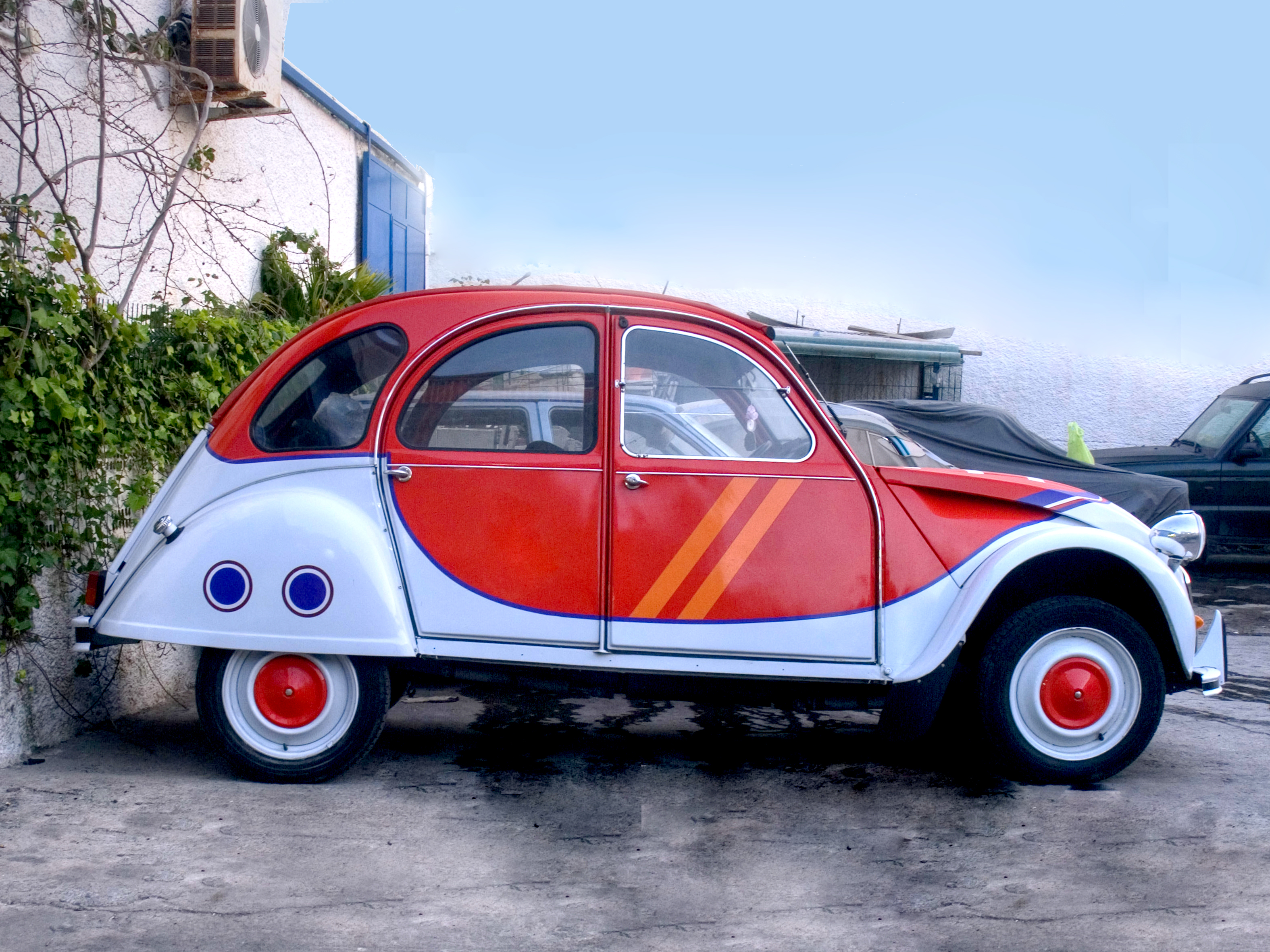
Citroën 2 CV Marcatelo du musée de l'histoire de l'automobile de Melilla.

Pour célébrer le Mondial 1982, Citroën Espagne sort cette même année une série limitée inspirée de la 2 CV Basket : elle comporte des lacets sur le capot, des bandes sur les portières et de faux trous d'aération peints sur les ailes arrière. 
Contrairement à la version française, elle est peinte en rouge-orange, avec une sellerie, une capote et des enjoliveurs de même couleur, et blanc ; son tirage fut limité à 300 exemplaires.

## Autres carrosseries
Des petits carrossiers ont effectué des transformations ou même créé des modèles de voiture sur base de 2 CV.